# 장 2세 드 부르봉 공작
장 2세 드 부르봉(프랑스어: Jean II de Bourbon , 1426년 ~ 1488년 4월 1일)은 샤를 1세 드 부르봉과 아녜스 드 부르고뉴 사이에서 태어난 아들이다. 그는 1456년부터 사망할때까지 부르봉과 오베르뉴의 공작이었다.

## 생애
장은 프랑스에서 잉글랜드를 몰아내는데 도움을 보탠 덕에 "선량공 장"과 "잉글랜드의 재앙"이라는 별칭을 얻었다.
그는 1483년에 형인 피에르와 형수 안에 의해 프랑스의 콘네타블이 되었다.
루이 11세의 편을 서는 거에 못마땅해하던 귀족들을 얻고자하는 노력으로, 루이는 특정 귀족들에게 엄청난 선물을 하는 등의 엄청난 노력을 들였고, 장은 이들 중 한 명이었다. 동시대의 연대기에 따르면, 왕은 "존경, 애정, 용서, 선물을 가지고 파리에서 장을 환대했으며, 모든 것들을 그에게 아낌없이 하였다."라고 전해진다. 귀족들의 지원을 더 얻고자 하는 시도로, 왕은 그의 장녀인 딸을 장의 사생아인 루이 드 부르봉(Louis de Bourbon)과 결혼시키자는 제안을 해온다. 그 결혼은 프랑스 왕이 함께하는 가운데 파리에서 열렸고 왕에게서 부와 영광을 가득 받았다.
장은 세 차례의 결혼을 했지만 한 명의 적자를 두지 못했다.

## 첫 번째 혼인
1447년, 부르봉 공작인 그의 아버지는 그의 후계자를 샤를 7세의 딸 잔 드 프랑스와 혼인시켰다. 그들은 물랭 성에서 결혼식을 올렸지만, 그들 사이에 살아있는 자식은 없었다.

## 두 번째 혼인
1484년 생클루에서 느무르의 공작 자크 다르마냐크의 딸인 카트린 다르마냐크(Catherine d'Armagnac)와 혼인을 하였고, 그녀는 1487년에 자식을 낳던 도중 사망했다:
- 장(Jean,1487 - 1487년 사망) : 클레르몽 백작

## 세 번째 혼인
1487년에 그는 방돔의 백작 장 4세 드 부르봉방동의 딸 잔 드 부르봉과 혼인했고 그 사이에서 한 명의 아들을 두었다:
- 루이 드 부르봉(Louis de Bourbon, 1488년 - 1488년) : 클레르몽 백작

## 서자
15대 알브레 군주이자 타르타스 자작인 장 1세 달베르의 딸인 루이즈 사이에서 자식을 두었다.
- 샤를(Charles, - 1502) : 라브당의 여자작인 루이즈 뒤 리옹(Louise du Lion)과 1462년에 결혼한 후 라브당(Lavedan)의 명예 자작이며, 4명의 자식을 두었다.

마르그리트 드 브뤼낭(Marguerite de Brunant) 사이에서:
- 마티유(Mathieu) (- 1505년 8월 19일) : 베트옹의 군주이자 [[라로셩르니에)의 남작이며, 결혼을 하지 않고 자식도 없었다

알려지지 않은 여인 사이에서:
- 엑토르(Hector, - 1502년) : 15대 툴루즈 대주교(1491 - 1502)이자 라보르 주교 (1497 - 1500)이다.
- 피에르(Pierre, 어릴때 사망) : 결혼을 하지 않고 자식도 없었다
- 마리(Marie, - 1482년 7월 22일) : 1470년에 틸의 군주 자크 드 생트 콜롱브(Jacques de Sainte Colombe)와 혼인
- 마르그리트(Marguerite, 1445년 - 1482년) : 1464년에 적출로 인정받았고, 1462년 장 드 페리에르(Jean de Ferrières, - 1497년)와 혼인.

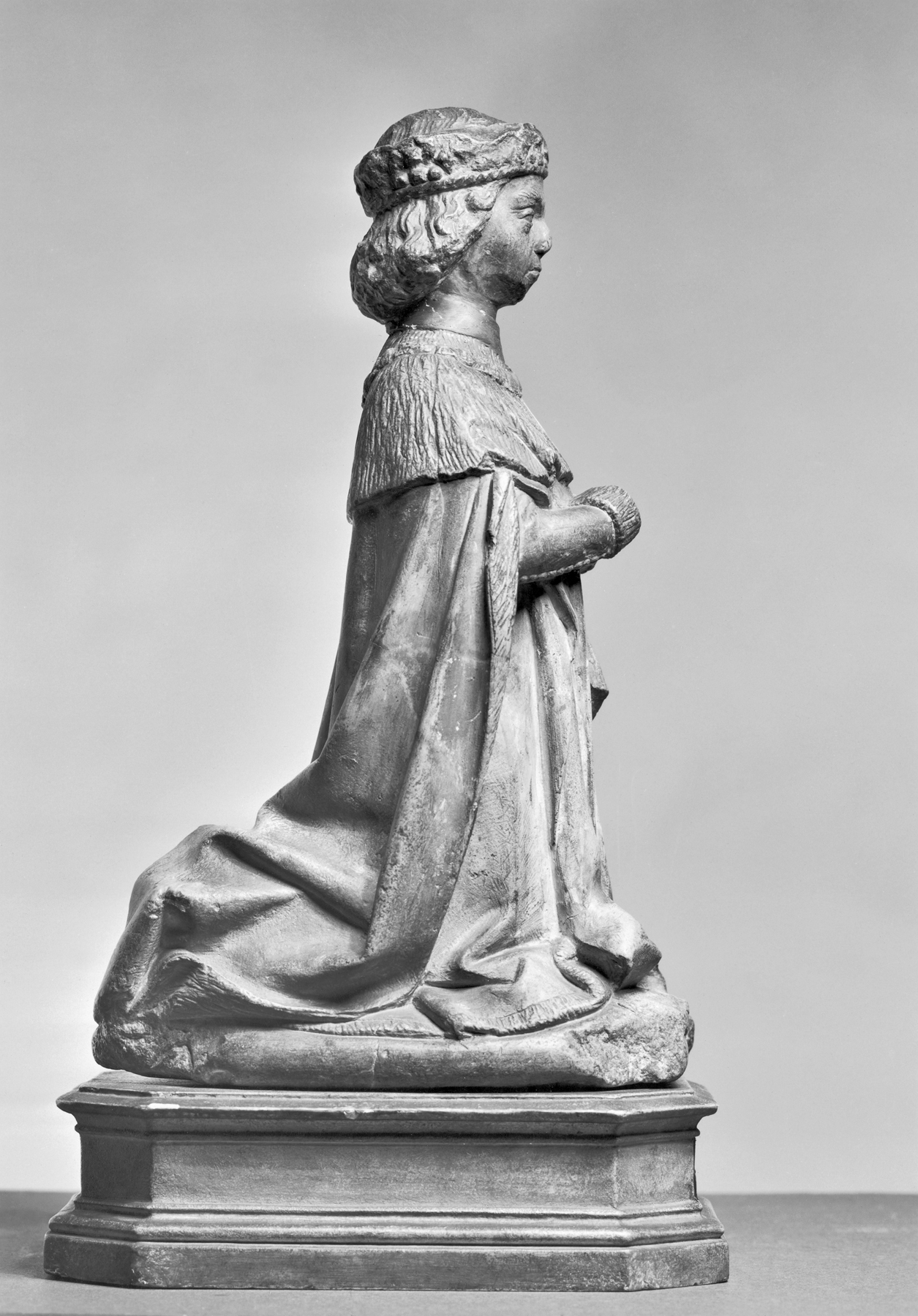
미셸 콜롱브가 만든 부르봉라르샹볼에 있는 무덤의 채플에 있는 성 미카엘 기사단의 복장을 입은 장 2세의 기도상(월터스 미술관)

## 사망과 여파
1488년에 장이 사망하고 그의 동생 샤를이 자리를 이어받았다. 하지만 이 계승은 피에르와 앤의 정치력에 의한 것이었다. 얼마 안있어, 샤를은 피에르에게 재무 결산의 대가로 부르봉의 영지에 대한 그의 권리를 포기해야만 했다. 장의 미망인 잔은 이후 장 4세 도베르뉴와 재혼했고 카트린 드 메디치의 어머니인 마들렌 드 라 투르 도베르냥의 어머니가 되었다.